# Tomasz Wylenzek
Tomasz Wylenzek (Świerklaniec, 9 januari 1983) is een Duits kanovaarder. Hij nam deel aan de Olympische Zomerspelen 2004 en 2008. Tijdens de Olympische Zomerspelen van 2004 behaalde Wylenzek de gouden medaille in de C2 1000m. Vier jaar later op de Olympische Zomerspelen van 2008 behaalde hij een zilveren medaille op de C2 1000m en een bronzen medaille in de C2 500m.

## Olympische medailles
Olympische Zomerspelen 2004
- - C2 1000m mannen (samen met kano-partner Christian Gille)

Olympische Zomerspelen 2008
- - C2 1000m mannen (samen met kano-partner Christian Gille)
- - C2 500m mannen (samen met kano-partner Christian Gille)

1936: Jan Brzák-Felix & Vladimír Syrovátka ·
1948: Jan Brzák-Felix & Bohumil Kudrna ·
1952: Finn Haunstoft & Bent Peder Rasch ·
1956: Alexe Dumitru & Simion Ismailciuc ·
1960: Leonid Geisjtor & Sergej Makarenko ·
1964: Andrei Chimitsj & Stepan Osjtsjepkov ·
1968: Serghei Covaliov & Ivan Patzaichin ·
1972: Vladislavas Česiūnas & Joeri Lobanov ·
1976: Sergej Petrenko & Aleksandr Vinogradov ·
1980: Ivan Patzaichin & Toma Simionov ·
1984: Ivan Patzaichin & Toma Simionov ·
1988: Nicolae Juravschi & Viktor Reneiski ·
1992: Ulrich Papke & Ingo Spelly ·
1996: Andreas Dittmer & Gunar Kirchbach ·
2000: Florin Popescu & Mitică Pricop ·
2004: Christian Gille & Tomasz Wylenzek ·
2008: Aliaksandr Bahdanovitsj & Andrei Bahdanovitsj ·
2012: Peter Kretschmer & Kurt Kuschela ·
2016: Sebastian Brendel & Jan Vandrey ·
2020: Fernando Jorge & Serguey Torres